# シェリル・アンギア
シェリル・アンギア(英語: Cheryl Angear)は、イギリスの一般に認められたジャーナリストで紙媒体（ダンス関係取材や主流メディアのスペシャリスト）にて執筆している。BBC Oneの番組「ストリクトリー・カム・ダンシング」を取り上げているダンストゥデイ誌の定期的な寄稿者であり、ザ・ステージや、ザ・メール・オン・サンデー紙（サンデーの名がつくイギリスの新聞で最も売れており、190万部以上を誇る）、YOU誌に参加している。また、Chartered Institute of Journalists会員でもあり、クラシカルバレエを専門とする写真家でもある。
10代の時にはクイーンズ・ガイド賞（ガールガイディングの協会による最高の賞）を受賞、その後人事管理の勉強をし学位を得ている。

## バレエニュース
アンギアは2008年にバレエニュースという世界中のクラシカルバレエやバレエダンサー、同分野の他のプロフェッショナルに関してインタビューや特集、写真を掲載するメディアを立ち上げた。ストリクトリー・カム・ダンシングの放送期間3ヶ月、放送の度に毎回バレエニュースで特集される。また公式のFacebook、Twitter、Pinterest、YouTube、Vimeoを展開している。

### Cupcakes and Conversation
Cupcakes & Conversationとはイギリス内外の著名なバレエダンサーへのインタビュー企画である:

#### アメリカン・バレエ・シアター
| - ソリスト 加治屋百合子（2012年3月6日） | - ソリスト サシャ・ラデツキー(2011年9月7日） |

#### ボストン・バレエ団
| - ソリスト（現プリンシパルダンサー） ライア・チーリオ（2010年5月11日） - セカンドソリスト（現プリンシパルダンサー） ジェフリー・チーリオ（2010年10月5日） | - ダンサー レイチェル・コッサー（2011年1月1日） - ソリスト ジョン・ラム（2011年1月14日） |

#### オランダ国立バレエ団
| - プリンシパルダンサー ヨゼフ・ワルガ（2011年5月31日） |

#### ニューヨーク・シティ・バレエ団
| - プリンシパルダンサー ミーガン・フェアチャイルド（2010年7月9日） - ソリスト キャスリン・モーガン（2010年4月18日） | - ソリスト アナ・ソフィア・シェラー（2011年2月18日） - ダンサー リディア・ウェリントン（2011年2月8日） |

#### パシフィック・ノースウェスト・バレエ団
| - ダンサー カルリ・サミュエルソン（2012年3月27日） |

#### サンフランシスコ・バレエ団
| - プリンシパルダンサー マリア・コチェトコワ（2010年4月1日） | - プリンシパルダンサー ヴァネッサ・ザホーリアン（2011年8月11日） |

#### シュトゥットガルト・バレエ団
| - プリンシパルダンサー ミリアム・サイモン（2012年3月22日） |

## 著作
- The Green, Spirit of the Dance: Darcey Bussell Speaks to Cheryl Angear about Life on Pointe, March 2010, pp. 26–27
- Richmond & Twickenham Times, Royal Ballet dancer Leanne Cope, August 2009